# Wahnbriefe

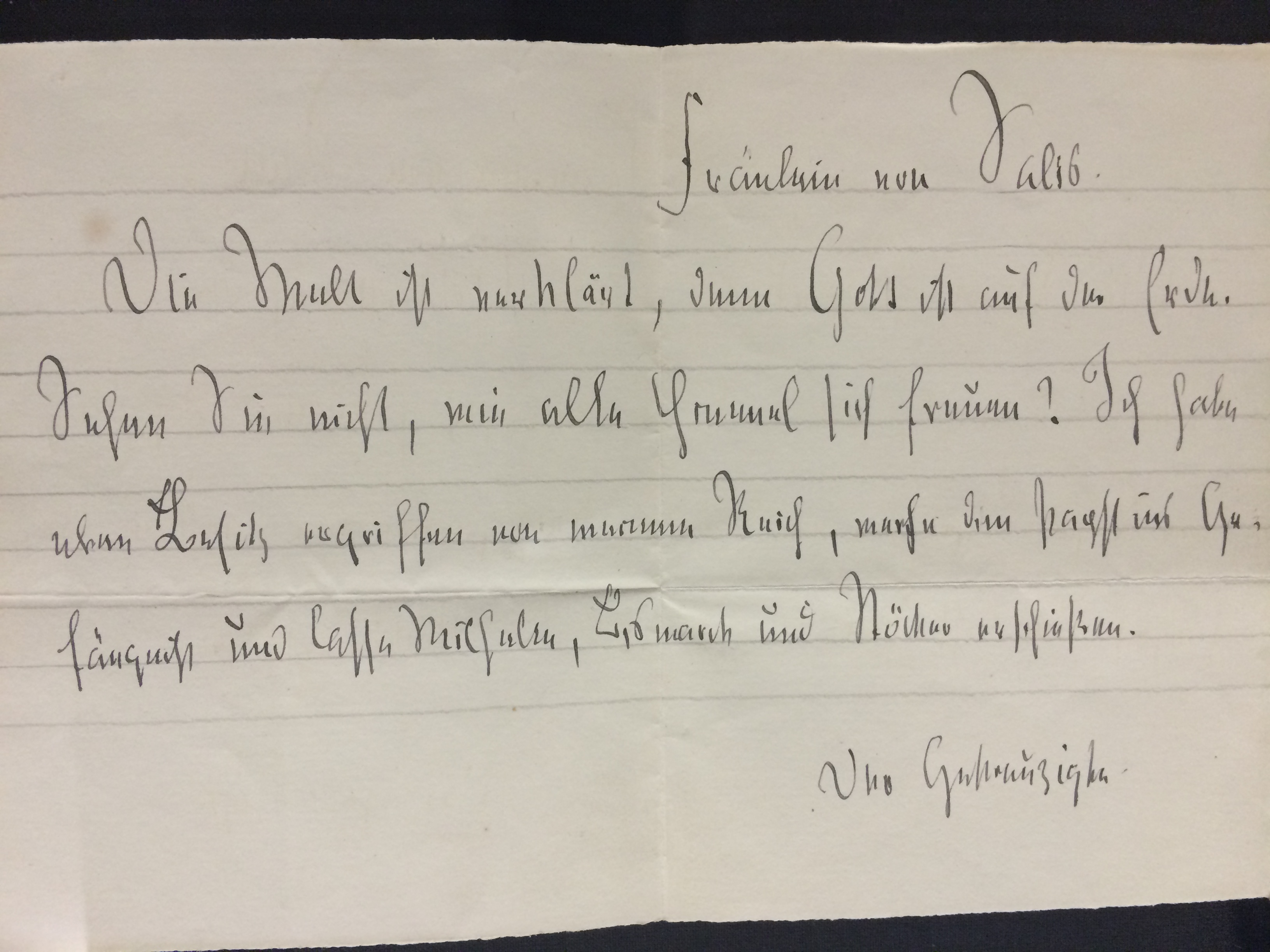
„Wahnzettel“ an Meta von Salis: Fräulein von Salis.
Die Welt ist verklärt, denn Gott ist auf der Erde. Sehen Sie nicht, wie alle Himmel sich freuen? Ich habe eben Besitz ergriffen von meinem Reich, werfe den Papst ins Gefängniß und lasse Wilhelm, Bismarck und Stöcker erschießen.
Der Gekreuzigte
(KSB, 8, Nr. 1239, S. 572)

Die Wahnbriefe beziehungsweise Wahn(sinns)zettel sind schriftliche Mitteilungen von Friedrich Nietzsche, die er im Januar 1889 im Laufe seines psychischen Zusammenbruchs in Turin an verschiedene Persönlichkeiten sandte. Zu den Empfängern gehören Georg Brandes, Hans von Bülow, Jacob Burckhardt, Paul Deussen, Peter Gast, Kardinal Mariani, Kardinal Rampolla del Tindaro, Jan Matejko, Catulle Mendès, Malwida von Meysenbug, Franz Overbeck, Erwin Rohde, Meta von Salis, August Strindberg, Umberto I., Cosima Wagner, Heinrich Wiener. Nietzsche unterzeichnete jeweils mit unterschiedlichen Pseudonymen: Dionysos bzw. Zagreus, Der Gekreuzigte, Der Antichrist.
Als Beispiel ein Brief an Jacob Burckhardt:

„Turin, 4. Januar 1889
Meinem verehrungswürdigen Jacob Burckhardt.
 Das war der kleine Scherz, dessentwegen ich mir die Langeweile, eine Welt geschaffen zu haben, nachsehe. Nun sind Sie — bist du — unser grösster Lehrer: denn ich, zusammen mit Ariadne, habe nur das goldne Gleichgewicht aller Dinge zu sein, wir haben in jedem Stücke Solche, die über uns sind...
Dionysos“

## Rezeption
Der italienische Nietzsche-Forscher Mazzino Montinari hat sich im Rahmen seiner Arbeiten zur Nietzsche-Ausgabe auch mit den Wahnbriefen des Philosophen befasst. Er schreibt dazu: 

„... Als er im Begriff ist, die Sphäre der bewussten Welt zu verlassen, kehrt Nietzsche typischerweise zu all seinen Freunden aus der Vergangenheit mit den Turiner Botschaften zurück. Die zwei längsten und bewegendsten unter ihnen sind an Burckhardt gerichtet. Sicherlich ist es nicht leicht, einen Sinn in diesen exaltierten Zeilen zu erfassen, in denen klare Einsichten von wahnwitzigen Ausschweifungen überlagert werden. Bevor der Vorhang des Wahnsinns fällt, um ihn zu verteidigen (auch gegen drohenden und zweideutigen Ruhm), liefert Nietzsche Burckhardt den Schlüssel zu seinem Verständnis: Zuletzt wäre ich sehr viel lieber Basler Professor als Gott; aber ich habe es nicht gewagt, meinen Privat-Egoismus so weit zu treiben, um seinetwegen die Schaffung der Welt zu unterlassen. Diese Worte haben eine Bedeutung und bedürfen keines Kommentars. Doch Jacob Burckhardt bleibt weiterhin der grosse, grösste Lehrer Nietzsches.“

Michel Foucault schreibt in Wahnsinn und Gesellschaft. Eine Geschichte des Wahns im Zeitalter der Vernunft:

„Es spielt kaum eine Rolle, an welchem Tag im Herbst 1888 Nietzsche vollends wahnsinnig wurde und ab dem alle seine Texte nicht mehr zur Philosophie, sondern zur Psychiatrie gehören: alle, auch die Postkarte an Strindberg, gehören zu Nietzsche und stehen im Kontext mit der Geburt der Tragödie.“